# جيفري فيجيانو
جيفري فيجيانو (بالإيطالية: Jeff Viggiano)‏ مواليد 24 يوليو 1984 في هارتفورد، هو لاعب كرة سلة إيطالي بدأ مسيرته الاحترافية في سنة 2006 يلعب في ليغا باسكيت الدرجة الأولى ويحمل الرقم 22. يبلغ طوله 6 قدم 6 بوصة (2.0 م).

## فرق لعب لها
- أولمبيا ميلانو
- نيو باسكت برينديزي

## روابط خارجية
- جيفري فيجيانو على موقع الاتحاد الدولي لكرة السلة (الإنجليزية)
- جيفري فيجيانو على موقع الدوري الأوروبي لكرة السلة (الإنجليزية)
- جيفري فيجيانو على موقع كرة السلة الأوروبية.كوم (الإنجليزية)
- جيفري فيجيانو على موقع كلية كرة السلة في سبورتس رفرنس.كوم (الإنجليزية)
- جيفري فيجيانو على موقع ريلجم (الإنجليزية)
- جيفري فيجيانو على موقع بروبوليرز (الإنجليزية)
- جيفري فيجيانو على موقع سبورتس رفرنس (الإنجليزية)